# Стретинка (Республіка Алтай)
Стретинка (рос. Стретинка) — село Турочацького району, Республіка Алтай Росії. Входить до складу Турочацького сільського поселення.
Населення — ненаселене (2015 рік).